# ヴィクター・アレッサンドロ
ヴィクター・ニコラス・アレッサンドロ（Victor Nicholas Alessandro, 1915年11月27日 - 1978年11月27日）は、アメリカ出身の指揮者。
ウェーコに生まれる。幼少時よりイタリア出身の音楽家だった父親から音楽の手ほどきを受け、イーストマン音楽学校に進学してハワード・ハンソンの下で研鑽を積んだ。1938年に音楽学校を卒業後は、オクラホマ市フィルハーモニー管弦楽団の首席指揮者となった。1952年にはサンアントニオ交響楽団の首席指揮者に転出し、没年までその任に当たった。
サンアントニオにて没。

## 註
1. ↑  アーカイブ 2016年3月6日 - ウェイバックマシン
2. ↑  ヴィクター・アレッサンドロ・シニア（Victor Alessandro Sr., 1881年2月15日 - 1971年7月7日）は、シチリア島のアーリアの生まれ。1892年に渡米。ヒューストン交響楽団のディレクターの傍らで音楽教師としても活動した。ヒューストンで没。（アーカイブ 2016年3月6日 - ウェイバックマシン）
3. ↑  アーカイブ 2018年9月8日 - ウェイバックマシン

| スタブアイコン | サブスタブ | この項目は、まだ閲覧者の調べものの参照としては役立たない、人物に関連した書きかけの項目です。この項目を加筆・訂正などしてくださる協力者を求めています（P:人物伝/PJ:人物伝）。 |